# Élodie Bouchez

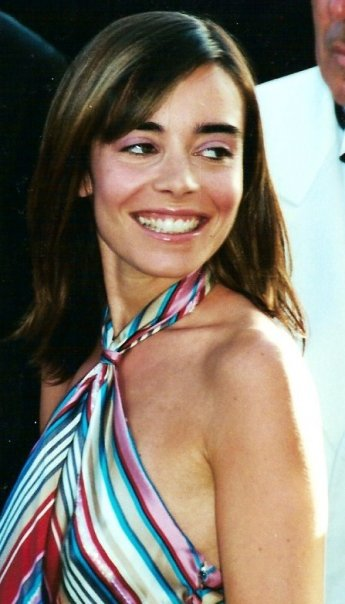

Élodie Bouchez (Montreuil-sous-Bois, 5 april 1972) is een Franse actrice.
In 1994 won ze de César voor meest belovende actrice in Les Roseaux sauvages. In 2000 won ze de César voor beste actrice in La Vie rêvée des anges.
In 2006 speelde Élodie Bouchez mee in het vijfde seizoen van Alias, als de moordenares Renée Rienne.
Ze is getrouwd met Thomas Bangalter van Daft Punk en samen hebben ze een kind, Tara-Jay.

## Filmografie (selectie)
- Tel père telle fille (2007)
- Je déteste les enfants des autres (2007)
- Après lui (2007)
- Héros (2007)
- Ma place au soleil (2007)
- The L Word (2006-2007)
- Alias (2005-2006)
- Sorry, Haters (2005)
- Brice de Nice (2005)
- Shooting Vegetarians (2005)
- La faute à Voltaire (2000)
- Premières neiges (1999)
- La Vie rêvée des anges (1998)
- Zonzon (1998)
- Les Roseaux sauvages (1994)

## Prijzen
- Filmfestival van Cannes
  - Beste actrice: La Vie rêvée des anges (1998)
- Filmfestival van Cologne
  - Beste actrice: La faute à Voltaire (2000)
- César
  - Meest belovende actrice: Les roseaux sauvages (1994)
  - Beste actrice: La Vie rêvée des anges (2000)
- European Film Award
  - Beste actrice: La Vie rêvée des anges (1998)
- Lumiere Award
  - Beste actrice: La Vie rêvée des anges (1998)